# Kontorhaus der Hüstener Gewerkschaft

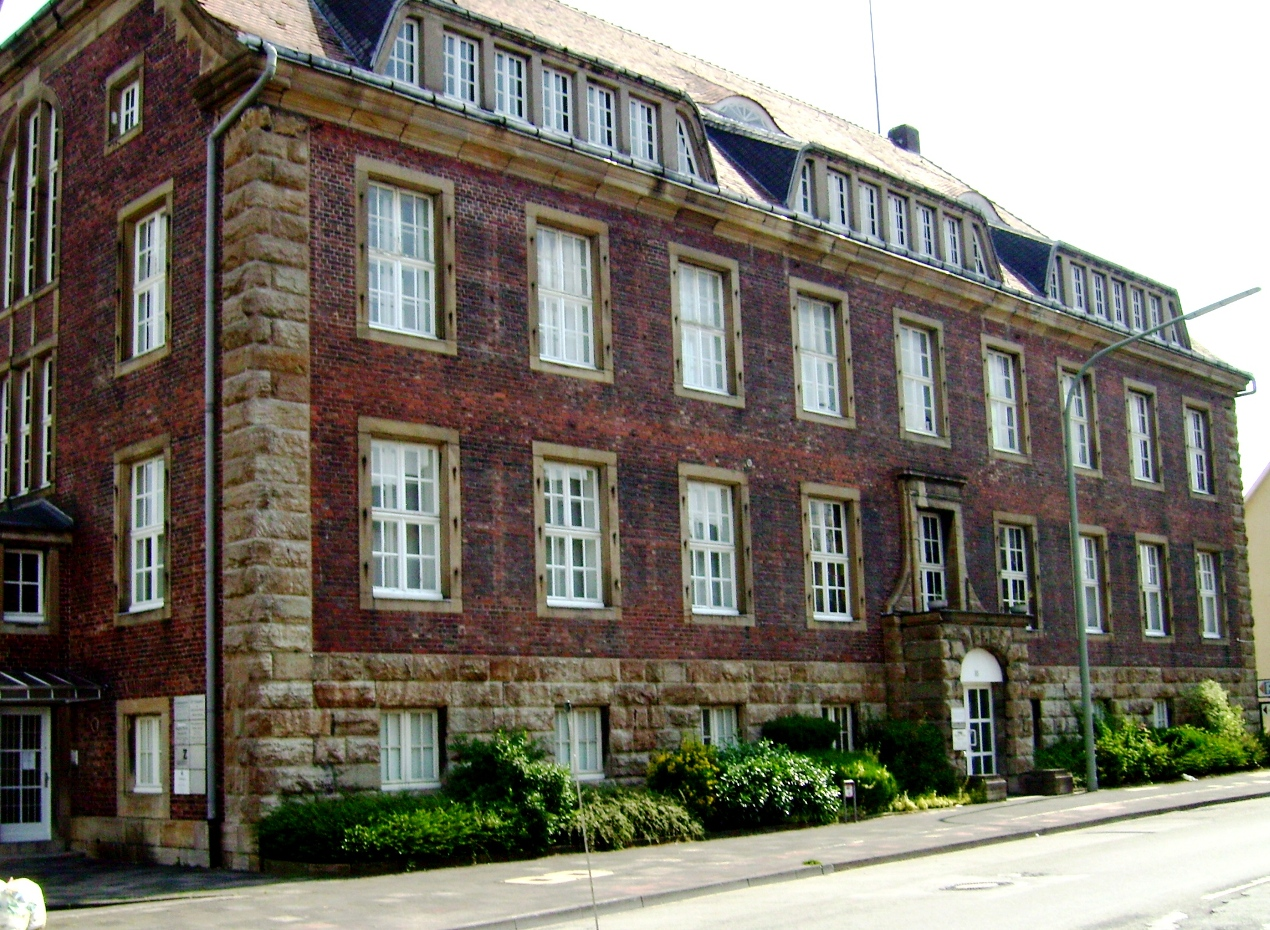
Kontorgebäude der Hüsterner Gewerkschaft

Das Kontorhaus der Hüstener Gewerkschaft ist ein denkmalgeschützter Bau in Hüsten (heute Arnsberg) aus dem Jahr 1916.

## Geschichte
Die Hüstener Gewerkschaft war ein montanindustrieller Betrieb mit Hauptsitz in Hüsten. Das Unternehmen erlebte nach der Wende zum 20. Jahrhundert eine betriebliche Expansion. Zu den bisherigen Walzwerken kamen Hochöfen und andere Betriebsteile. Damit verbunden war ein starker Anstieg der Beschäftigtenzahlen. Allerdings erwies sich die großbetriebliche Expansion aus verschiedenen Gründen als kostenintensive Fehlentscheidung. Dies machte das Werk zu einem Übernahmekandidaten. Im Jahr 1916 ging es in den Besitz der Gelsenkirchener Bergwerks-AG (GBAG) über. Im selben Jahr wurde das Kontorgebäude neu erbaut. Es ersetzte einen älteren Bau. Für die Bedeutung des Werkes zu dieser Zeit spricht, dass der repräsentative Bau während des Ersten Weltkrieges erfolgte. Während des Ersten Weltkrieges profitierte der Betrieb von Rüstungsaufträgen. Nach dem Übergang der GBAG zu den Vereinigten Stahlwerken 1926 kam es zum Ende der Eisen- und Stahlproduktion und zur Verkleinerung der Belegschaft. Das Kontorhaus diente bis zum Ende des Werkes 1966 der Verwaltung des Werkes. Danach wurde der Bau zu verschiedenen Zwecken genutzt. Seit einigen Jahren ist dort unter anderem eine Arztpraxis eingerichtet. Der Bau wurde 1988 unter der Nummer DL 225 in die Denkmalliste der Stadt Arnsberg eingetragen. 

## Bau
Das Gebäude wurde im neobarocken Stil in Backsteinbauweise errichtet. Geprägt ist der Bau von einer streng symmetrischen Architektur. In der Mitte der Vorderfront befindet sich ein rustizierter Portalvorbau, der das darüber liegende Fenster des ersten Obergeschosses mit einbezieht. Der Sockel ist als Bossenmauerwerk ausgeführt. Die Ecklisenen, die Werksteingewände der Fenster sowie das Kranzgesims tragen zur Fassadengliederung bei. Das Krüppelwalmdach wird durch drei lange Gauben geprägt.